# محمد هاشم (بازیکن هندبال)
محمد هاشم (انگلیسی: Mohamed Hashem؛ زادهٔ ۲۳ ژانویهٔ ۱۹۸۸) بازیکن هندبال اهل مصر است.